# Yacimientos de Litio Bolivianos
Yacimientos de Litio Bolivianos (kurz: YLB, übersetzt: Bolivianische Lithiumvorkommen) ist ein bolivianischer Staatskonzern zur Förderung der Mineralvorkommen des Landes, im Zentrum steht dabei der Aufbau einer Förderung der reichen Lithiumreserven des Landes. Der Konzern untersteht dem bolivianischen Energieministerium und wurde 2017 mit Hauptsitz in La Paz gegründet.

## Vorkommen

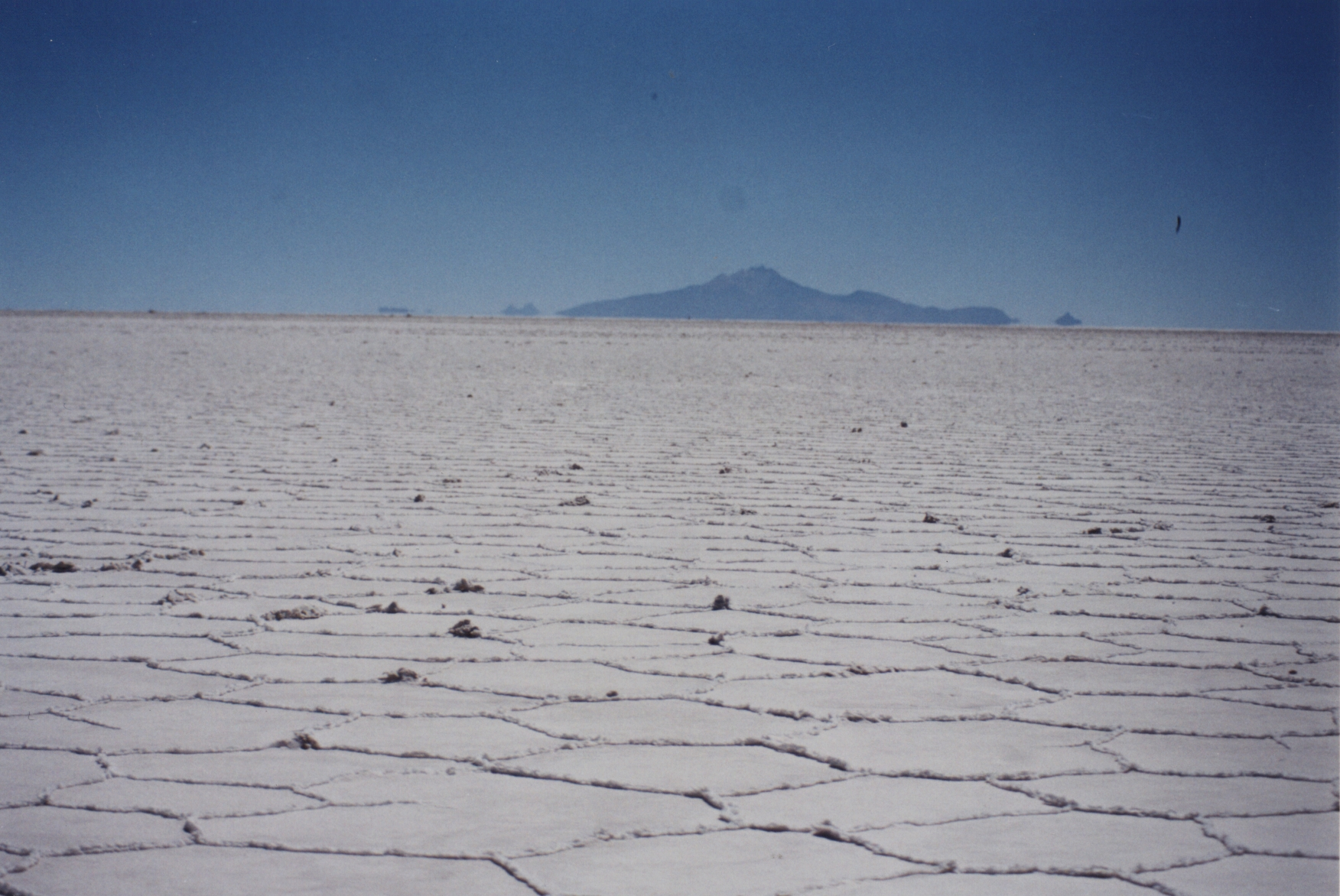
Die Salzpfanne Salar de Uyuni beherbergt das weltweit größte Lithiumvorkommen

Lithium gilt als ein wichtiger Rohstoff der Zukunft, vor allem auf Grund der Verwendung in Batterien. Große Vorkommen gibt es im sogenannten Goldenen Dreieck bestehend aus Argentinien, Chile und Bolivien. Obwohl Bolivien als das Land mit den größten Lithium-Reserven weltweit gilt, gibt es bislang keine bedeutende Förderung des begehrten Elementes im Land. Besonders große Lithiumvorkommen befinden sich in den zahlreichen Salzseen des Landes, vor allem im Salar de Uyuni.

## Ziel
2017 startete der bolivianische Präsident Evo Morales eine Initiative zur Ausbeutung der gigantischen Vorkommen im Land. Im Rahmen dieser Initiative plante Präsident Morales ein staatliches Investment von 800 Millionen US-Dollar in den Ausbau der Lithiumförderung. 2017 wurde YLB gegründet, um mit Hilfe staatlicher Gelder und Partnerschaften mit internationalen Unternehmen das Projekt Lithiumförderung voranzutreiben und zu koordinieren. Erster Chef von YLB wurde Juan Carlos Montenegro.

## Partnerschaften
Bereits seit 2016 besteht eine Partnerschaft mit dem chinesischen CAMC-Konzern, der Kaliumchlorid auf dem Salar de Uyuni fördert. Die Chinesen sind allerdings interessiert an einer Ausweitung der Partnerschaft, um den großen chinesischen Bedarf nach Lithium zu decken.
Zur Gründung weiterer Partnerschaften führte YLB intensive Gespräche mit acht Konsortien aus verschiedenen Ländern, die sich als Partner für die Lithiumförderung anboten. Schließlich wurde am 20. April 2018 bekannt, das YLB an einer Partnerschaft mit einem deutschen Konsortium aus ACI-Systems, einem Tochterunternehmen der ACI Group, und K-UTEC AG Salt Technologies interessiert ist.
Am 5. Oktober gründete YLB mit dem deutschen Konsortium ein Joint Venture zur Kommerzialisierung der bolivianischen Lithiumreserven. An diesem Unternehmen hält YLB 51 % der Anteile. Das Joint Venture beinhaltet Investitionen in Höhe von 1,2 Milliarden US-Dollar und den Bau dreier Fabriken in Bolivien, unter anderem einer Lithiumhydroxid-Anlage am Salar de Uyuni, wo aus den dortigen Lithium-Reserven Kathoden und Batterien hergestellt werden sollen. Beide Seiten werteten das Abkommen als großen strategischen Erfolg. Von deutscher Seite wurde die Wichtigkeit der Verfügbarkeit von Lithium für die deutsche Industrie betont. Außerdem betonte Wolfgang Tiefensee, der Wirtschafts- und Wissenschaftsminister von Thüringen, dass die Förderung auch sozial- und umweltverträglich gestaltet werden werde. Auf bolivianischer Seite wurde das Abkommen als wichtiger Schritt hin zu einer nationalen Wertschöpfungskette gewertet.
Im Zuge der Unruhen von November 2019 wurde das Gemeinschaftsunternehmen mit ACISA per Dekret von Präsident Morales als eine seiner letzten Amtshandlungen aufgelöst. Nach der Bildung der Übergangsregierung unter Jeanine Áñez wurde auch der Geschäftsführer von YLB ausgewechselt. Es übernahm am 8. Januar Juan Carlos Zuleta, ein Analyst des globalen Lithiummarkts, regelmäßig publizierender Meinungsmacher sowie Kampagnenführer gegen die Beteiligung Deutschlands, mit guten Beziehungen zum Comité Cívico von Potosí. Bereits Anfang Februar 2020 wurde er wieder aus seinem Amt entlassen und der Ökonom Gunnar Valda Vargas übernahm übergangsweise.
Unklar ist zum Stand Februar 2020, was aus den sino-bolivianischen Gemeinschaftsunternehmen zur Ausbeutung der benachbarten Lithiumvorkommen beim Salar de Coipasa und beim Pastos Grandes wird.